# Pierre Camu
Pour les articles homonymes, voir Camu.
Pierre Camu, né 19 mars 1923 à Montréal et mort le 5 septembre 2023 à Ottawa, est un professeur et géographe québécois qui a fait carrière dans le transport maritime. Il a aussi été président du Conseil de la radiodiffusion et des télécommunications canadiennes (CRTC) et a présidé la voie maritime du Saint-Laurent.

## Biographie
Pierre Francis Camu naît le 19 mars 1923 à Montréal. 
Il meurt le 5 septembre 2023 à l'Hôpital Montfort à Ottawa à l'âge de 100 ans.

## Honneurs
- 1966 - Membre de la Société royale du Canada
- 1968 - Doctorat honorifique en géographie de l’Université d'Ottawa
- 1976 - Officier de l'Ordre du Canada
- 1995 - Médaille Massey
- 1997 - Prix Jean-Charles-Falardeau
- 1998 - Chevalier de l'Ordre national du Québec
- 1999 - Médaille Camsell